# Defileul Crișului Repede
Defileul Crișului Repede este o arie protejată de interes național ce corespunde categoriei a IV-a IUCN (rezervație naturală de tip mixt), situată în vestul Transilvaniei, pe teritoriul județului Bihor.

## Localizare
Aria naturală se află în Munții Pădurea Craiului (partea de nord-vest a Munților Apuseni ce aparțin lanțului carpatic al Occidentalilor), în partea centrală a județului Bihor, pe teritoriul administrativ al comunelor Vadu Crișului și Șuncuiuș și este străbătută de drumul județean DJ108I care leagă satul Bălnaca de Birtin.

## Descriere
Rezervația naturală a fost declarată arie protejată prin Legea Nr.5 din 6 martie 2000 (privind aprobarea Planului de amenajare a teritoriului național - Secțiunea a III-a - zone protejate, publicată în Monitorul Oficial al României, Nr.152 din 12 aprilie 2000) și se întinde pe o suprafață de 219,40 hectare. Aceasta se suprapune sitului de importanță comunitară - Defileul Crișului Repede - Pădurea Craiului.
Defileul Crișului Repede reprezintă o arie naturală de importanță floristică (plante vasculare prezente cu specii de cormofite: feriga, specii de equisetatae: coada calului), faunistică (prin prezența speciilor de mamifere: lup, căprioară, mistreț, vulpe, iepure; păsări, reptile și pești); și geologică datorită calcarelor din defileu și a peșterilor incluse în rezervație.

## Atracții turistice aflate în vecinătate
- Biserica de zid „Sfinții Arhangheli Mihail și Gavriil” din satul Vadu Crișului, construcție 1790, monument istoric.
- Turnul de la „Portus Crisy” („Vama sării” sau „Casa zmăului”) din Vadu Crișului, construcție secolul al XIII-lea, monument istoric.
- Peștera Vântului, Peștera Unguru Mare, Peștera Bătrânului.